# Gaugrehweiler
Gaugrehweiler là một đô thị thuộc thuộc huyện Donnersberg, Đức. Đô thị Gaugrehweiler có diện tích 9,82 km², dân số thời điểm ngày 31 tháng 12 năm 2006 là 573 người.